# Dagmar Glaser-Lauermann
Dagmar Glaser-Lauermann, česky také Dagmar Glaserová-Lauermannová (*14. prosince 1927 Šluknov) je německá malířka.

## Život a dílo
Dagmar Lauermannová v letech 1941 až 1944 studovala vitráže na sklářské škole Honda, v roce 1944 užité umění na Vysoké škole uměleckoprůmyslové v Praze a malbu u Horsta Strempela na umělecké škole Berlin-Weißensee v letech 1947 až 1952. V letech 1952 až 1953 studovala u Heinricha Ehmsena na Akademii umění NDR. Od ukončení studií pracovala v Berlíně jako umělec na volné noze Po ukončení studií byla vdaná za malíře Franka Glasera (* 1924 † 2002), se kterým také realizovala společné umělecké projekty v Berlíně. Vytvořila mj. deskové malby, akvarely a zejména řadu stavebních prací a prací na veřejných prostranstvích, nástěnné malby, keramické práce a vitráže. Do roku 1990 byla členkou Sdružení výtvarných umělců NDR.